# Харт, Фриц
Фриц Бенникке Харт (англ. Fritz Bennicke Hart; 11 февраля 1874, Брокли — 9 июля 1949, Гонолулу) — австралийский композитор, дирижёр и музыкальный педагог британского происхождения.

## Биография
Фриц Бенникке Харт родился 11 февраля 1874 года в Брокли (ныне в составе Лондона). Отец Харта руководил приходским хором, мать преподавала фортепиано. В детстве будущий композитор пел в хоре Вестминстерского аббатства под руководством Фредерика Бриджа, затем в 1893—1896 гг. учился в Королевском колледже музыки, где, однако, композиция не входила в число изучаемых им курсов, хотя определённое влияние преподававшего в колледже Чарльза Вильерса Стэнфорда Харт испытал. В первые годы XX века выступал в Англии как дирижёр с передвижными оперными и драматическими труппами — к этому периоду относится музыка, сочинённая Хартом к нескольким спектаклям, в том числе к «Юлию Цезарю» и «Ромео и Джульетте» Уильяма Шекспира.
В 1908 году Харт обосновался в Австралии, первоначально как дирижёр оперной труппы. В 1914 году он стал одним из соучредителей (вместе с Альфредом Хиллом) театра Австралийская оперная лига, открывшегося собственной оперой Харта «Пьеретта». В 1915 году он возглавил Мельбурнскую консерваторию, в которой организовал преподавание в тесном сотрудничестве с певицей Нелли Мельба. С 1927 года работал с Мельбурнским симфоническим оркестром, а в 1932 году стал одним из его руководителей (вместе с Бернардом Хайнце), среди прочего регулярно руководя популярными концертами под открытым небом. Педагогическая деятельность Харта в этот период не прерывалась — среди его учеников, в частности, крупнейшие женщины-композиторы Австралии — Маргарет Сазерленд и Пегги Гланвилл-Хикс. Одновременно с 1931 года Харт ежегодно выступал как приглашённый дирижёр с Симфоническим оркестром Гонолулу, а в 1937 году окончательно перебрался на Гавайские острова и до конца жизни руководил этим оркестром, внеся значительный вклад в его профессионализацию. Кроме того, в 1937—1942 гг. Харт был первым профессором музыки в Гавайском университете.
Основу композиторского наследия Харта составляют 22 оперы и 514 песен, в поздние годы он также написал несколько масштабных хоровых сочинений. Источником вдохновения для него чаще всего становились произведения ирландских модернистов — таких, как Уильям Батлер Йейтс, Джон Синг, Огаста Грегори, Джордж Уильям Расселл. В ранний британский период Харт сочинял стихи, некоторые из них были положены на музыку его однокурсником Густавом Холстом. В старости, на Гавайях, Харт написал 22 романа, ни один из них не был опубликован.